# Dischingen
Dischingen è un comune tedesco di 4 580 abitanti, situato nel land del Baden-Württemberg. È stabilito nell Härtsfeld una zona collinosa nei alpi sveve.
Il commune ha varie attrazioni turistice: Notabile sono il castello Taxis, il borgo Katzenstein e la Härtsfeldbahn una ferrovia turistica.